# Жутаев, Дар Игоревич
Дар И́горевич Жута́ев (16 декабря 1969, Обнинск — 1 февраля 2020, Москва) — российский востоковед, санскритолог, буддолог, переводчик, политический и контркультурный деятель, пропагандист маоизма.

## Биография
Родился 16 декабря 1969 года в Обнинске в семье врачей.
В 1987 году поступил на заочное отделение факультета английского языка Московского государственного педагогического института иностранных языков (с 1990 года — МГЛУ им. Мориса Тореза). Параллельно в 1990—1992 годах прошёл полный курс санскрита на кафедре истории древнего мира исторического факультета МГУ им. М. В. Ломоносова в качестве вольнослушателя. Летом 1992 года с отличием окончил МГЛУ и поступил в аспирантуру Института востоковедения РАН (научный руководитель — Виктория Викторовна Вертоградова).
С 1995 года — научный сотрудник отдела истории и культуры Древнего Востока ИВ РАН. Сферой научных интересов Жутаева стали священные тексты махасангхики. Владел несколькими иностранными языками: английским, французским, немецким, классическим и буддийским гибридным санскритом, пали, урду, фарси. Участвовал в многочисленных научных конференциях в Москве, Санкт-Петербурге, Великобритании, Ирландии, Индии.
Помимо науки, занимался политической деятельностью, в 1990-е годы состоял в организациях левого толка. С 2000 года — основатель, председатель и идеолог Российской маоистской партии. Публиковал статьи на русском и английском языках на общественно-политические темы и переводы текстов аналогичной и смежной тематики с западноевропейских языков. Сотрудничал с различными изданиями, в том числе с журналом «Русский репортёр», а также с книжным издательством Ильи Кормильцева «Ультра.Культура». Переводил на русский язык тексты для книг «Антология современного анархизма и левого радикализма» и «Антология поэзии битников» (в частности, Жутаеву принадлежит один из наиболее известных переводов на русский язык поэмы Аллена Гинзберга «Вопль»).
С начала 2010-х годов отошёл от политического активизма, в связи с роспуском московской ячейки членство Жутаева в РМП фактически прекратилось. В последние годы жизни стал активно интересоваться христианством, принял католицизм.
В 2019-2020 годах вёл семинары по чтению священных текстов индийского буддизма в Университете Дмитрия Пожарского.
Скоропостижно скончался 1 февраля 2020 года в Москве на 51-м году жизни. Основной научный труд Жутаева — монография «Концепция десяти ступеней бодхисаттвы в „Махавасту“ (традиция махасангхиков) и буддийский доктринальный текст» — вышел уже посмертно в издательстве «Языки славянской культуры».